# Llista d'espècies de dictínids
Aquesta és la llista d'espècies de dictínids, una família d'aranyes araneomorfes descrita per primera vegada per Octavius Pickard-Cambridge l'any 1871. Conté la informació recollida fins al 20 de novembre del 2006 i hi ha citats 48 gèneres i 562 espècies; el gènere amb més espècies és Cicurina amb 133, i Dictyna amb 123 espècies. La seva distribució és força extensa per tot el món, excepte en zones d'Àfrica, el Sud d'Àsia, i Aràbia.

## Gèneres i espècies

### Aebutina
Aebutina Simon, 1892
- Aebutina binotata Simon, 1892 (Ecuador, Brasil)

### Ajmonia
Ajmonia Caporiacco, 1934
- Ajmonia aurita Song & Lu, 1985 (Xina)
- Ajmonia capucina (Schenkel, 1936) (Xina)
- Ajmonia gratiosa (Simon, 1881) (Portugal, Espanya, Àfrica del Nord)
- Ajmonia lehtineni Marusik & Koponen, 1998 (Mongòlia)
- Ajmonia numidica (Denis, 1937) (Algèria)
- Ajmonia patellaris (Simon, 1910) (Algèria)
- Ajmonia procera (Kulczyn'ski, 1901) (Xina)
- Ajmonia psittacea (Schenkel, 1936) (Xina)
- Ajmonia velifera (Simon, 1906) (Índia fins a la Xina)

### Altella
Altella Simon, 1884
- Altella aussereri Thaler, 1990 (Itàlia)
- Altella biuncata (Miller, 1949) (Europa central)
- Altella hungarica Loksa, 1981 (Hongria)
- Altella lucida (Simon, 1874) (Europa)
- Altella media Wunderlich, 1992 (Illes Canàries)
- Altella opaca Simon, 1910 (Algèria)
- Altella orientalis Balogh, 1935 (Hongria)
- Altella pygmaea Wunderlich, 1992 (Illes Canàries)
- Altella uncata Simon, 1884 (Algèria)

### Anaxibia
Anaxibia Thorell, 1898
- Anaxibia caudiculata Thorell, 1898 (Myanmar)
- Anaxibia difficilis (Kraus, 1960) (Sao Tomé)
- Anaxibia nigricauda (Simon, 1905) (Sri Lanka)
- Anaxibia peteri (Lessert, 1933) (Angola)
- Anaxibia pictithorax (Kulczyn'ski, 1908) (Java)
- Anaxibia rebai (Tikader, 1966) (Índia, Illes Andaman)

### Arangina
Arangina Lehtinen, 1967
- Arangina cornigera (Dalmas, 1917) (Nova Zelanda)
- Arangina pluva Forster, 1970 (Nova Zelanda)

### Archaeodictyna
Archaeodictyna Caporiacco, 1928
- Archaeodictyna ammophila (Menge, 1871) (Europa fins a l'Àsia central)
- Archaeodictyna anguiniceps (Simon, 1899) (North, Àfrica Oriental)
- Archaeodictyna condocta (O. P.-Cambridge, 1876) (Àfrica del Nord, Kazakhstan)
- Archaeodictyna consecuta (O. P.-Cambridge, 1872) (Paleàrtic)
- Archaeodictyna minutissima (Miller, 1958) (Europa)
- Archaeodictyna sexnotata (Simon, 1890) (Iemen)
- Archaeodictyna suedicola (Simon, 1890) (Iemen)
- Archaeodictyna tazzeiti (Denis, 1954) (Algèria)
- Archaeodictyna ulova Griswold & Meikle-Griswold, 1987 (Sud-àfrica)

### Arctella
Arctella Holm, 1945
- Arctella lapponica Holm, 1945 (Escandinàvia, Rússia)
- Arctella subnivalis Ovtchinnikov, 1989 (Kirguizstan)

### Argenna
Argenna Thorell, 1870
- Argenna obesa Emerton, 1911 (EUA, Canadà)
- Argenna patula (Simon, 1874) (Paleàrtic)
- Argenna polita (Banks, 1898) (Mèxic)
- Argenna subnigra (O. P.-Cambridge, 1861) (Europa, Rússia)
- Argenna yakima Chamberlin & Gertsch, 1958 (EUA)

### Argennina
Argennina Gertsch & Mulaik, 1936
- Argennina unica Gertsch & Mulaik, 1936 (EUA)

### Atelolathys
Atelolathys Simon, 1892
- Atelolathys varia Simon, 1892 (Sri Lanka)

### Banaidja
Banaidja Lehtinen, 1967
- Banaidja bifasciata (L. Koch, 1872) (Samoa)

### Blabomma
Blabomma Chamberlin & Ivie, 1937
- Blabomma californicum (Simon, 1895) (EUA)
- Blabomma flavipes Chamberlin & Ivie, 1937 (EUA)
- Blabomma foxi Chamberlin & Ivie, 1937 (EUA)
- Blabomma guttatum Chamberlin & Ivie, 1937 (EUA)
- Blabomma hexops Chamberlin & Ivie, 1937 (EUA)
- Blabomma lahondae (Chamberlin & Ivie, 1937) (EUA)
- Blabomma oregonense Chamberlin & Ivie, 1937 (EUA)
- Blabomma sanctum Chamberlin & Ivie, 1937 (EUA)
- Blabomma sylvicola (Chamberlin & Ivie, 1937) (EUA)
- Blabomma uenoi Paik & Yaginuma, 1969 (Corea)
- Blabomma yosemitense Chamberlin & Ivie, 1937 (EUA)

### Brommella
Brommella Tullgren, 1948
- Brommella bishopi (Chamberlin & Gertsch, 1958) (EUA)
- Brommella falcigera (Balogh, 1935) (Europa)
- Brommella hellenensis Wunderlich, 1995 (Grècia)
- Brommella lactea (Chamberlin & Gertsch, 1958) (EUA)
- Brommella monticola (Gertsch & Mulaik, 1936) (EUA)
- Brommella punctosparsa (Oi, 1957) (Xina, Corea, Japó)

### Callevophthalmus
Callevophthalmus Simon, 1906
- Callevophthalmus albus (Keyserling, 1890) (Austràlia, Illa Lord Howe)
- Callevophthalmus maculatus (Keyserling, 1889) (Nova Gal·les del Sud)

### Chaerea
Chaerea Simon, 1884
- Chaerea maritimus Simon, 1884 (Algèria)

### Chorizomma
Chorizomma Simon, 1872
- Chorizomma subterraneum Simon, 1872 (Espanya, França)

### Cicurina
Cicurina Menge, 1871
- Cicurina aenigma Gertsch, 1992 (EUA)
- Cicurina alpicora Barrows, 1945 (EUA)
- Cicurina anhuiensis Chen, 1986 (Xina)
- Cicurina arcata Chamberlin & Ivie, 1940 (EUA)
- Cicurina arcuata Keyserling, 1887 (EUA, Canadà)
- Cicurina arizona Chamberlin & Ivie, 1940 (EUA)
- Cicurina arkansa Gertsch, 1992 (EUA)
- Cicurina armadillo Gertsch, 1992 (EUA)
- Cicurina atomaria Simon, 1898 (EUA)
- Cicurina bandera Gertsch, 1992 (EUA)
- Cicurina bandida Gertsch, 1992 (EUA)
- Cicurina baronia Gertsch, 1992 (EUA)
- Cicurina barri Gertsch, 1992 (EUA)
- Cicurina blanco Gertsch, 1992 (EUA)
- Cicurina breviaria Bishop & Crosby, 1926 (EUA)
- Cicurina brevis (Emerton, 1890) (EUA, Canadà)
- Cicurina browni Gertsch, 1992 (EUA)
- Cicurina brunsi Cokendolpher, 2004 (EUA)
- Cicurina bryantae Exline, 1936 (EUA)
- Cicurina bullis Cokendolpher, 2004 (EUA)
- Cicurina buwata Chamberlin & Ivie, 1940 (EUA)
- Cicurina caliga Cokendolpher & Reddell, 2001 (EUA)
- Cicurina calyciforma Wang & Xu, 1989 (Xina)
- Cicurina cavealis Bishop & Crosby, 1926 (EUA)
- Cicurina caverna Gertsch, 1992 (EUA)
- Cicurina cicur (Fabricius, 1793) (Europa fins a l'Àsia central)
- Cicurina coahuila Gertsch, 1971 (Mèxic)
- Cicurina colorada Chamberlin & Ivie, 1940 (EUA)
- Cicurina coryelli Gertsch, 1992 (EUA)
- Cicurina cueva Gertsch, 1992 (EUA)
- Cicurina davisi Exline, 1936 (EUA)
- Cicurina delrio Gertsch, 1992 (EUA)
- Cicurina deserticola Chamberlin & Ivie, 1940 (EUA)
- Cicurina dorothea Gertsch, 1992 (EUA)
- Cicurina eburnata Wang, 1994 (Xina)
- Cicurina ezelli Gertsch, 1992 (EUA)
- Cicurina gertschi Exline, 1936 (EUA)
- Cicurina gruta Gertsch, 1992 (EUA)
- Cicurina harrietae Gertsch, 1992 (EUA)
- Cicurina hexops Chamberlin & Ivie, 1940 (EUA)
- Cicurina holsingeri Gertsch, 1992 (EUA)
- Cicurina hoodensis Cokendolpher & Reddell, 2001 (EUA)
- Cicurina idahoana Chamberlin, 1919 (EUA, Canadà)
- Cicurina intermedia Chamberlin & Ivie, 1933 (EUA)
- Cicurina itasca Chamberlin & Ivie, 1940 (EUA)
- Cicurina iviei Gertsch, 1971 (Mèxic)
- Cicurina japonica (Simon, 1886) (Corea, Japó (Europa, introduïda))
- Cicurina jiangyongensis Peng, Gong & Kim, 1996 (Xina)
- Cicurina jonesi Chamberlin & Ivie, 1940 (EUA)
- Cicurina joya Gertsch, 1992 (EUA)
- Cicurina kimyongkii Paik, 1970 (Corea)
- Cicurina leona Gertsch, 1992 (Mèxic)
- Cicurina loftini Cokendolpher, 2004 (EUA)
- Cicurina ludoviciana Simon, 1898 (EUA)
- Cicurina machete Gertsch, 1992 (EUA)
- Cicurina maculifera Yaginuma, 1979 (Japó)
- Cicurina maculipes Saito, 1934 (Japó)
- Cicurina madla Gertsch, 1992 (EUA)
- Cicurina marmorea Gertsch, 1992 (EUA)
- Cicurina maya Gertsch, 1977 (Mèxic)
- Cicurina mckenziei Gertsch, 1992 (EUA)
- Cicurina medina Gertsch, 1992 (EUA)
- Cicurina menardia Gertsch, 1992 (EUA)
- Cicurina microps Chamberlin & Ivie, 1940 (EUA)
- Cicurina mina Gertsch, 1971 (Mèxic)
- Cicurina minima Chamberlin & Ivie, 1940 (EUA)
- Cicurina minnesota Chamberlin & Ivie, 1940 (EUA)
- Cicurina minorata (Gertsch & Davis, 1936) (EUA)
- Cicurina mirifica Gertsch, 1992 (EUA)
- Cicurina mixmaster Cokendolpher & Reddell, 2001 (EUA)
- Cicurina modesta Gertsch, 1992 (EUA)
- Cicurina neovespera Cokendolpher, 2004 (EUA)
- Cicurina nevadensis Simon, 1886 (EUA)
- Cicurina obscura Gertsch, 1992 (EUA)
- Cicurina oklahoma Gertsch, 1992 (EUA)
- Cicurina orellia Gertsch, 1992 (EUA)
- Cicurina pablo Gertsch, 1992 (EUA)
- Cicurina pacifica Chamberlin & Ivie, 1940 (EUA)
- Cicurina pagosa Chamberlin & Ivie, 1940 (EUA)
- Cicurina pallida Keyserling, 1887 (EUA)
- Cicurina pampa Chamberlin & Ivie, 1940 (EUA)
- Cicurina paphlagoniae Brignoli, 1978 (Turquia)
- Cicurina parma Chamberlin & Ivie, 1940 (EUA)
- Cicurina pastura Gertsch, 1992 (EUA)
- Cicurina patei Gertsch, 1992 (EUA)
- Cicurina peckhami (Simon, 1898) (EUA, Canadà, Alaska)
- Cicurina phaselus Paik, 1970 (Corea)
- Cicurina placida Banks, 1892 (EUA)
- Cicurina platypus Cokendolpher, 2004 (EUA)
- Cicurina porteri Gertsch, 1992 (EUA)
- Cicurina puentecilla Gertsch, 1992 (EUA)
- Cicurina pusilla (Simon, 1886) (EUA)
- Cicurina rainesi Gertsch, 1992 (EUA)
- Cicurina reclEUA Gertsch, 1992 (EUA)
- Cicurina reddelli Gertsch, 1992 (EUA)
- Cicurina reyesi Gertsch, 1992 (EUA)
- Cicurina rhodiensis Caporiacco, 1948 (Rodes)
- Cicurina riogrande Gertsch & Mulaik, 1940 (EUA)
- Cicurina robusta Simon, 1886 (EUA)
- Cicurina rosae Gertsch, 1992 (EUA)
- Cicurina rudimentops Chamberlin & Ivie, 1940 (EUA)
- Cicurina russelli Gertsch, 1992 (EUA)
- Cicurina sansaba Gertsch, 1992 (EUA)
- Cicurina secreta Gertsch, 1992 (EUA)
- Cicurina selecta Gertsch, 1992 (EUA)
- Cicurina serena Gertsch, 1992 (EUA)
- Cicurina shasta Chamberlin & Ivie, 1940 (EUA)
- Cicurina sheari Gertsch, 1992 (EUA)
- Cicurina sierra Chamberlin & Ivie, 1940 (EUA)
- Cicurina simplex Simon, 1886 (EUA, Canadà, Alaska)
- Cicurina sintonia Gertsch, 1992 (EUA)
- Cicurina sprousei Gertsch, 1992 (EUA)
- Cicurina stowersi Gertsch, 1992 (EUA)
- Cicurina suttoni Gertsch, 1992 (EUA)
- Cicurina tacoma Chamberlin & Ivie, 1940 (EUA)
- Cicurina tersa Simon, 1886 (EUA, Canadà)
- Cicurina texana (Gertsch, 1935) (EUA)
- Cicurina tianmuensis Song & Kim, 1991 (Xina)
- Cicurina tortuba Chamberlin & Ivie, 1940 (EUA)
- Cicurina travisae Gertsch, 1992 (EUA)
- Cicurina troglobia Cokendolpher, 2004 (EUA)
- Cicurina troglodytes Yaginuma, 1972 (Japó)
- Cicurina ubicki Gertsch, 1992 (EUA)
- Cicurina utahana Chamberlin, 1919 (EUA)
- Cicurina uvalde Gertsch, 1992 (EUA)
- Cicurina varians Gertsch & Mulaik, 1940 (EUA)
- Cicurina venefica Gertsch, 1992 (EUA)
- Cicurina venii Gertsch, 1992 (EUA)
- Cicurina vespera Gertsch, 1992 (EUA)
- Cicurina vibora Gertsch, 1992 (EUA)
- Cicurina wartoni Gertsch, 1992 (EUA)
- Cicurina watersi Gertsch, 1992 (EUA)
- Cicurina wiltoni Gertsch, 1992 (EUA)

### Devade
Devade Simon, 1884
- Devade dubia Caporiacco, 1934 (Karakorum)
- Devade indistincta (O. P.-Cambridge, 1872) (Mediterrani)
- Devade kazakhstanica Esyunin & Efimik, 2000 (Kazakhstan)
- Devade lehtineni Esyunin & Efimik, 2000 (Kazakhstan)
- Devade libanica (Denis, 1955) (Lebanon)
- Devade mongolica Esyunin & Marusik, 2001 (Mongòlia)
- Devade pusilla Simon, 1910 (Algèria)
- Devade tenella (Tyschchenko, 1965) (Ucraïna fins a la Xina)

### Dictyna
Dictyna Sundevall, 1833
- Dictyna abundans Chamberlin & Ivie, 1941 (EUA)
- Dictyna agressa Ivie, 1947 (EUA)
- Dictyna alaskae Chamberlin & Ivie, 1947 (Holàrtic)
- Dictyna albicoma Simon, 1893 (Veneçuela)
- Dictyna albida O. P.-Cambridge, 1885 (Índia, Pakistan, Yarkand)
- Dictyna albopilosa Franganillo, 1936 (Cuba)
- Dictyna albovittata Keyserling, 1881 (Perú)
- Dictyna alyceae Chickering, 1950 (Panamà)
- Dictyna andesiana Berland, 1913 (Ecuador)
- Dictyna annexa Gertsch & Mulaik, 1936 (EUA, Mèxic)
- Dictyna apacheca Chamberlin & Ivie, 1935 (EUA)
- Dictyna armata Thorell, 1875 (Ucraïna, Geòrgia)
- Dictyna arundinacea (Linnaeus, 1758) (Holàrtic)
- Dictyna bellans Chamberlin, 1919 (EUA, Mèxic)
  - Dictyna bellans hatchi Jones, 1948 (EUA)
- Dictyna bispinosa Simon, 1906 (Myanmar)
- Dictyna bostoniensis Emerton, 1888 (EUA, Canadà)
- Dictyna brevitarsa Emerton, 1915 (EUA, Canadà, Alaska)
- Dictyna cafayate Mello-Leitão, 1941 (Argentina)
- Dictyna calcarata Banks, 1904 (EUA, Mèxic, Hawaii)
- Dictyna cambridgei Gertsch & Ivie, 1936 (Mèxic)
- Dictyna cavata Jones, 1947 (EUA, Cuba)
- Dictyna cebolla Ivie, 1947 (EUA)
- Dictyna cholla Gertsch & Davis, 1942 (EUA, Mèxic)
- Dictyna civica (Lucas, 1850) (Europa, Àfrica del Nord, Amèrica del Nord)
- Dictyna colona Simon, 1906 (Nova Caledònia)
- Dictyna coloradensis Chamberlin, 1919 (EUA)
- Dictyna columbiana Becker, 1886 (Colòmbia, Veneçuela)
- Dictyna cronebergi Simon, 1889 (Turkmenistan)
- Dictyna crosbyi Gertsch & Mulaik, 1940 (EUA)
- Dictyna dahurica Danilov, 2000 (Rússia)
- Dictyna dauna Chamberlin & Gertsch, 1958 (EUA, Bahames)
- Dictyna denisi (Lehtinen, 1967) (Niger)
- Dictyna donaldi Chickering, 1950 (Panamà)
- Dictyna dunini Danilov, 2000 (Rússia)
- Dictyna felis Bösenberg & Strand, 1906 (Rússia, Xina, Corea, Japó)
- Dictyna flavipes Hu, 2001 (Xina)
- Dictyna fluminensis Mello-Leitão, 1924 (Brasil)
- Dictyna foliacea (Hentz, 1850) (EUA, Canadà)
- Dictyna foliicola Bösenberg & Strand, 1906 (Rússia, Xina, Corea, Japó)
- Dictyna formidolosa Gertsch & Ivie, 1936 (EUA, Canadà)
- Dictyna fuerteventurensis Schmidt, 1976 (Illes Canàries)
- Dictyna gloria Chamberlin & Ivie, 1944 (EUA)
- Dictyna guanchae Schmidt, 1968 (Illes Canàries)
- Dictyna guerrerensis Gertsch & Davis, 1937 (Mèxic)
- Dictyna guineensis Denis, 1955 (Guinea)
- Dictyna hamifera Thorell, 1872 (Finlàndia, Rússia)
  - Dictyna hamifera simulans Kulczyn'ski, 1916 (Rússia)
- Dictyna idahoana Chamberlin & Ivie, 1933 (EUA)
- Dictyna ignobilis Kulczyn'ski, 1895 (Moldàvia, Armènia)
- Dictyna incredula Gertsch & Davis, 1937 (Mèxic)
- Dictyna innocens O. P.-Cambridge, 1872 (Mediterrani Oriental, Kazakhstan)
- Dictyna jacalana Gertsch & Davis, 1937 (Mèxic)
- Dictyna juno Ivie, 1947 (EUA)
- Dictyna kosiorowiczi Simon, 1873 (Mediterrani Occidental)
- Dictyna laeviceps Simon, 1910 (Algèria)
- Dictyna latens (Fabricius, 1775) (Europa fins a l'Àsia central)
- Dictyna lecta Chickering, 1952 (Panamà)
- Dictyna lhasana Hu, 2001 (Xina)
- Dictyna linzhiensis Hu, 2001 (Xina)
- Dictyna livida (Mello-Leitão, 1941) (Argentina)
- Dictyna longispina Emerton, 1888 (EUA)
- Dictyna major Menge, 1869 (Holàrtic)
- Dictyna marilina Chamberlin, 1948 (EUA)
- Dictyna meditata Gertsch, 1936 (Mèxic fins a Panamà, Cuba)
- Dictyna miniata Banks, 1898 (Mèxic)
- Dictyna minuta Emerton, 1888 (EUA, Canadà)
- Dictyna moctezuma Gertsch & Davis, 1942 (Mèxic)
- Dictyna mora Chamberlin & Gertsch, 1958 (EUA)
- Dictyna namulinensis Hu, 2001 (Xina)
- Dictyna nangquianensis Hu, 2001 (Xina)
- Dictyna navajoa Gertsch & Davis, 1942 (Mèxic)
- Dictyna nebraska Gertsch, 1946 (EUA)
- Dictyna obydovi Marusik & Koponen, 1998 (Rússia)
- Dictyna paitaensis Schenkel, 1953 (Xina)
- Dictyna paramajor Danilov, 2000 (Rússia)
- Dictyna peon Chamberlin & Gertsch, 1958 (EUA, Mèxic)
- Dictyna personata Gertsch & Mulaik, 1936 (EUA, Mèxic)
- Dictyna pictella Chamberlin & Gertsch, 1958 (EUA)
- Dictyna procerula Bösenberg & Strand, 1906 (Japó)
- Dictyna puebla Gertsch & Davis, 1937 (Mèxic)
- Dictyna pusilla Thorell, 1856 (Paleàrtic)
- Dictyna quadrispinosa Emerton, 1919 (EUA)
- Dictyna ranchograndei Caporiacco, 1955 (Veneçuela)
- Dictyna saepei Chamberlin & Ivie, 1941 (EUA)
- Dictyna saltona Chamberlin & Gertsch, 1958 (EUA)
- Dictyna sancta Gertsch, 1946 (EUA, Canadà)
- Dictyna schmidti Kulczyn'ski, 1926 (Finlàndia, Rússia)
- Dictyna secuta Chamberlin, 1924 (EUA, Mèxic)
- Dictyna shilenkovi Danilov, 2000 (Rússia)
- Dictyna sierra Chamberlin, 1948 (EUA)
- Dictyna similis Keyserling, 1878 (Uruguai)
- Dictyna simoni Petrunkevitch, 1911 (Veneçuela)
- Dictyna sinaloa Gertsch & Davis, 1942 (Mèxic)
- Dictyna siniloanensis Barrion & Litsinger, 1995 (Filipines)
- Dictyna sonora Gertsch & Davis, 1942 (Mèxic)
- Dictyna sotnik Danilov, 1994 (Rússia)
- Dictyna subpinicola Ivie, 1947 (EUA)
- Dictyna sylvania Chamberlin & Ivie, 1944 (EUA)
- Dictyna szaboi Chyzer, 1891 (Hongria, Txèquia, Eslovàquia)
- Dictyna tarda Schmidt, 1971 (Ecuador)
- Dictyna terrestris Emerton, 1911 (EUA)
- Dictyna togata Simon, 1904 (Xile)
- Dictyna tridentata Bishop & Ruderman, 1946 (EUA)
- Dictyna trivirgata Mello-Leitão, 1943 (Xile)
- Dictyna tucsona Chamberlin, 1948 (EUA, Mèxic)
- Dictyna tullgreni Caporiacco, 1949 (Kenya)
- Dictyna turbida Simon, 1905 (Índia, Sri Lanka)
- Dictyna tyshchenkoi Marusik, 1988 (Rússia)
  - Dictyna tyshchenkoi wrangeliana Marusik, 1988 (Wrangel)
- Dictyna ubsunurica Marusik & Koponen, 1998 (Rússia)
- Dictyna umai Tikader, 1966 (Índia)
- Dictyna uncinata Thorell, 1856 (Paleàrtic)
- Dictyna urquharti Roewer, 1951 (Nova Zelanda)
- Dictyna uvs Marusik & Koponen, 1998 (Rússia)
- Dictyna uzbekistanica Charitonov, 1946 (Uzbekistan)
- Dictyna varians Spassky, 1952 (Rússia, Àsia central)
- Dictyna vicina Simon, 1873 (Mediterrani fins a l'Àsia central)
- Dictyna vittata Keyserling, 1883 (Perú)
- Dictyna volucripes Keyserling, 1881 (Amèrica del Nord)
  - Dictyna volucripes volucripoides Ivie, 1947 (EUA)
- Dictyna vultuosa Keyserling, 1881 (Perú)
- Dictyna xinjiangensis Song, Wang & Yang, 1985 (Xina)
- Dictyna xizangensis Hu & Li, 1987 (Xina)
- Dictyna yongshun Yin, Bao & Kim, 2001 (Xina)
- Dictyna zhangmuensis Hu, 2001 (Xina)
- Dictyna zherikhini Marusik, 1988 (Rússia)

### Dictynomorpha
Dictynomorpha Spassky, 1939
- Dictynomorpha bedeshai (Tikader, 1966) (Índia, Illes Andaman)
- Dictynomorpha marakata (Sherriffs, 1927) (Índia)
- Dictynomorpha smaragdula (Simon, 1905) (Sri Lanka)
- Dictynomorpha strandi Spassky, 1939 (Àsia central)

### Emblyna
Emblyna Chamberlin, 1948
- Emblyna acoreensis Wunderlich, 1992 (Açores)
- Emblyna aiko (Chamberlin & Gertsch, 1958) (EUA)
- Emblyna altamira (Gertsch & Davis, 1942) (EUA, Mèxic, Grans Antilles)
- Emblyna angulata (Emerton, 1915) (EUA)
- Emblyna annulipes (Blackwall, 1846) (Holàrtic)
- Emblyna ardea (Chamberlin & Gertsch, 1958) (EUA)
- Emblyna artemisia (Ivie, 1947) (EUA)
- Emblyna borealis (O. P.-Cambridge, 1877) (Rússia, EUA, Canadà, Groenlàndia)
  - Emblyna borealis cavernosa (Jones, 1947) (EUA)
- Emblyna branchi (Chamberlin & Gertsch, 1958) (EUA)
- Emblyna brevidens (Kulczyn'ski, 1897) (Paleàrtic)
- Emblyna budarini Marusik, 1988 (Rússia)
- Emblyna burjatica (Danilov, 1994) (Rússia)
- Emblyna callida (Gertsch & Ivie, 1936) (EUA, Mèxic)
- Emblyna capens Chamberlin, 1948 (EUA)
- Emblyna chitina (Chamberlin & Gertsch, 1958) (Alaska, Canadà)
- Emblyna completa (Chamberlin & Gertsch, 1929) (EUA)
- Emblyna completoides (Ivie, 1947) (EUA, Canadà)
- Emblyna consulta (Gertsch & Ivie, 1936) (Amèrica del Nord)
- Emblyna cornupeta (Bishop & Ruderman, 1946) (EUA, Mèxic)
- Emblyna coweta (Chamberlin & Gertsch, 1958) (EUA)
- Emblyna crocana Chamberlin, 1948 (EUA)
- Emblyna cruciata (Emerton, 1888) (EUA, Canadà)
- Emblyna decaprini (Kaston, 1945) (EUA)
- Emblyna evicta (Gertsch & Mulaik, 1940) (EUA)
- Emblyna florens (Ivie & Barrows, 1935) (EUA)
- Emblyna formicaria Baert, 1987 (Illes Galápagos)
- Emblyna francisca (Bishop & Ruderman, 1946) (EUA)
- Emblyna hentzi (Kaston, 1945) (EUA, Canadà)
- Emblyna horta (Gertsch & Ivie, 1936) (EUA)
- Emblyna hoya (Chamberlin & Ivie, 1941) (EUA)
- Emblyna iviei (Gertsch & Mulaik, 1936) (EUA, Mèxic)
- Emblyna joaquina (Chamberlin & Gertsch, 1958) (EUA)
- Emblyna jonesae (Roewer, 1955) (EUA)
- Emblyna kaszabi Marusik & Koponen, 1998 (Mongòlia)
- Emblyna klamatha (Chamberlin & Gertsch, 1958) (EUA)
- Emblyna lina (Gertsch, 1946) (EUA, Mèxic)
- Emblyna linda (Chamberlin & Gertsch, 1958) (EUA)
- Emblyna littoricolens (Chamberlin & Ivie, 1936) (EUA)
- Emblyna manitoba (Ivie, 1947) (EUA, Canadà)
- Emblyna mariae Chamberlin, 1948 (EUA, Mèxic)
- Emblyna marissa (Chamberlin & Gertsch, 1958) (EUA)
- Emblyna maxima (Banks, 1892) (EUA, Canadà)
- Emblyna melva (Chamberlin & Gertsch, 1958) (EUA)
- Emblyna mitis (Thorell, 1875) (Paleàrtic)
- Emblyna mongolica Marusik & Koponen, 1998 (Rússia, Mongòlia)
- Emblyna nanda (Chamberlin & Gertsch, 1958) (EUA)
- Emblyna oasa (Ivie, 1947) (EUA)
- Emblyna olympiana (Chamberlin, 1919) (EUA)
- Emblyna orbiculata (Jones, 1947) (EUA)
- Emblyna oregona (Gertsch, 1946) (EUA)
- Emblyna osceola (Chamberlin & Gertsch, 1958) (EUA)
- Emblyna oxtotilpanensis (Jiménez & Luz, 1986) (Mèxic)
- Emblyna palomara Chamberlin, 1948 (EUA)
- Emblyna peragrata (Bishop & Ruderman, 1946) (EUA, Canadà, Alaska)
- Emblyna phylax (Gertsch & Ivie, 1936) (EUA, Canadà)
- Emblyna pinalia (Chamberlin & Gertsch, 1958) (EUA)
- Emblyna piratica (Ivie, 1947) (EUA)
- Emblyna reticulata (Gertsch & Ivie, 1936) (EUA, Mèxic)
- Emblyna roscida (Hentz, 1850) (North, Amèrica Central)
- Emblyna saylori (Chamberlin & Ivie, 1941) (EUA)
- Emblyna scotta Chamberlin, 1948 (EUA, Mèxic)
- Emblyna seminola (Chamberlin & Gertsch, 1958) (EUA)
- Emblyna serena (Chamberlin & Gertsch, 1958) (EUA)
- Emblyna shasta (Chamberlin & Gertsch, 1958) (EUA)
- Emblyna shoshonea (Chamberlin & Gertsch, 1958) (EUA)
- Emblyna stulta (Gertsch & Mulaik, 1936) (EUA)
- Emblyna sublata (Hentz, 1850) (EUA)
- Emblyna sublatoides (Ivie & Barrows, 1935) (EUA)
- Emblyna suprenans (Chamberlin & Ivie, 1935) (EUA)
- Emblyna suwanea (Gertsch, 1946) (EUA)
- Emblyna teideensis Wunderlich, 1992 (Illes Canàries)
- Emblyna uintana (Chamberlin, 1919) (EUA)
- Emblyna wangi (Song & Zhou, 1986) (Rússia, Mongòlia, Xina)
- Emblyna zaba (Barrows & Ivie, 1942) (EUA)

### Hackmania
Hackmania Lehtinen, 1967
- Hackmania prominula (Tullgren, 1948) (Holàrtic)
- Hackmania saphes (Chamberlin, 1948) (EUA)

### Helenactyna
Helenactyna Benoit, 1977
- Helenactyna crucifera (O. P.-Cambridge, 1873) (Santa Helena)
- Helenactyna vicina Benoit, 1977 (Santa Helena)

### Hoplolathys
Hoplolathys Caporiacco, 1947
- Hoplolathys aethiopica Caporiacco, 1947 (Etiòpia)

### Iviella
Iviella Lehtinen, 1967
- Iviella ohioensis (Chamberlin & Ivie, 1935) (EUA)
- Iviella reclEUA (Gertsch & Ivie, 1936) (EUA)

### Lathys
Lathys Simon, 1884
- Lathys affinis (Blackwall, 1862) (Madeira)
- Lathys alberta Gertsch, 1946 (EUA, Canadà, Alaska, Rússia)
- Lathys albida Gertsch, 1946 (EUA)
- Lathys alticola (Denis, 1954) (Marroc)
- Lathys annulata Bösenberg & Strand, 1906 (Japó)
- Lathys bin Marusik & Logunov, 1991 (Kurile)
- Lathys brevitibialis Denis, 1956 (Marroc)
- Lathys cambridgei (Simon, 1874) (Israel)
- Lathys changtunesis Hu, 2001 (Xina)
- Lathys coralynae Gertsch & Davis, 1942 (Mèxic)
- Lathys delicatula (Gertsch & Mulaik, 1936) (EUA)
- Lathys dentichelis (Simon, 1883) (Açores, Illes Canàries)
- Lathys dihamata Paik, 1979 (Corea)
- Lathys dixiana Ivie & Barrows, 1935 (EUA)
- Lathys foxi (Marx, 1891) (EUA)
- Lathys heterophthalma Kulczyn'ski, 1891 (França, Croàcia)
- Lathys humilis (Blackwall, 1855) (Paleàrtic)
  - Lathys humilis meridionalis (Simon, 1874) (Espanya, França, Còrsega, Àfrica del Nord)
- Lathys immaculata (Chamberlin & Ivie, 1944) (EUA)
- Lathys insulana Ono, 2003 (Japó)
- Lathys jubata (Denis, 1947) (França)
- Lathys lepida O. P.-Cambridge, 1909 (Bretanya (introduïda from Espanya))
- Lathys lutulenta Simon, 1914 (França)
- Lathys maculina Gertsch, 1946 (EUA)
- Lathys maculosa (Karsch, 1879) (Japó)
- Lathys maura (Simon, 1910) (Algèria)
- Lathys narbonensis (Simon, 1876) (França, Itàlia)
- Lathys nielseni (Schenkel, 1932) (Europa)
- Lathys pallida (Marx, 1891) (EUA, Canadà)
- Lathys sexoculata Seo & Sohn, 1984 (Corea, Japó)
- Lathys sexpustulata (Simon, 1878) (França)
- Lathys simplex (Simon, 1884) (Algèria)
- Lathys simplicior (Dalmas, 1916) (Algèria)
- Lathys sindi (Caporiacco, 1934) (Karakorum)
- Lathys stigmatisata (Menge, 1869) (Paleàrtic)
- Lathys subviridis Denis, 1937 (Algèria)
- Lathys sylvania Chamberlin & Gertsch, 1958 (EUA)
- Lathys teideensis Wunderlich, 1992 (Illes Canàries)
- Lathys truncata Danilov, 1994 (Rússia)

### Mallos
Mallos O. P.-Cambridge, 1902
- Mallos blandus Chamberlin & Gertsch, 1958 (EUA)
- Mallos bryantae Gertsch, 1946 (EUA, Mèxic)
- Mallos chamberlini Bond & Opell, 1997 (Mèxic)
- Mallos dugesi (Becker, 1886) (EUA, Mèxic)
- Mallos flavovittatus (Keyserling, 1881) (Veneçuela, Perú)
- Mallos gertschi Bond & Opell, 1997 (Mèxic)
- Mallos gregalis (Simon, 1909) (Mèxic)
- Mallos hesperius (Chamberlin, 1916) (Mèxic fins a Paraguai)
- Mallos kraussi Gertsch, 1946 (Mèxic)
- Mallos macrolirus Bond & Opell, 1997 (Mèxic)
- Mallos margaretae Gertsch, 1946 (Costa Rica, Panamà)
- Mallos mians (Chamberlin, 1919) (EUA, Mèxic)
- Mallos nigrescens (Caporiacco, 1955) (Veneçuela)
- Mallos niveus O. P.-Cambridge, 1902 (EUA, Mèxic)
- Mallos pallidus (Banks, 1904) (EUA, Mèxic)
- Mallos pearcei Chamberlin & Gertsch, 1958 (EUA)

### Marilynia
Marilynia Lehtinen, 1967
- Marilynia bicolor (Simon, 1870) (Europa fins a l'Àsia central, Àfrica del Nord)
  - Marilynia bicolor littoralis (Denis, 1959) (França)

### Mashimo
Mashimo Lehtinen, 1967
- Mashimo leleupi Lehtinen, 1967 (Zambia)

### MastigEUA
MastigEUA Menge, 1854
- MastigEUA arietina (Thorell, 1871) (Paleàrtic)
- MastigEUA lucifuga (Simon, 1898) (França)
- MastigEUA macrophthalma (Kulczyn'ski, 1897) (Hongria, Balcans, Rússia)

### Mexitlia
Mexitlia Lehtinen, 1967
- Mexitlia altima Bond & Opell, 1997 (Mèxic)
- Mexitlia grandis (O. P.-Cambridge, 1896) (Mèxic)
- Mexitlia trivittata (Banks, 1901) (EUA, Mèxic)

### Mizaga
Mizaga Simon, 1898
- Mizaga chevreuxi Simon, 1898 (Senegal)
- Mizaga racovitzai (Fage, 1909) (Mediterrani)

### Nigma
Nigma Lehtinen, 1967
- Nigma conducens (O. P.-Cambridge, 1876) (Àfrica del Nord)
- Nigma flavescens (Walckenaer, 1830) (Paleàrtic)
- Nigma gertschi (Berland & Millot, 1940) (Senegal)
- Nigma hortensis (Simon, 1870) (Espanya, França, Algèria)
- Nigma laeta (Spassky, 1952) (Àsia central)
- Nigma linsdalei (Chamberlin & Gertsch, 1958) (EUA)
- Nigma longipes (Berland, 1914) (Àfrica Oriental)
- Nigma puella (Simon, 1870) (Europa, Açores, Madeira, Illes Canàries)
- Nigma shiprai (Tikader, 1966) (Índia)
- Nigma tristis (Spassky, 1952) (Tajikistan)
- Nigma tuberosa Wunderlich, 1987 (Illes Canàries)
- Nigma vulnerata (Simon, 1914) (Mediterrani)
- Nigma walckenaeri (Roewer, 1951) (Paleàrtic)

### Paradictyna
Paradictyna Forster, 1970
- Paradictyna ilamia Forster, 1970 (Nova Zelanda)
- Paradictyna rufoflava (Chamberlain, 1946) (Nova Zelanda)

### Penangodyna
Penangodyna Wunderlich, 1995
- Penangodyna tibialis Wunderlich, 1995 (Malàisia)

### Phantyna
Phantyna Chamberlin, 1948
- Phantyna bicornis (Emerton, 1915) (EUA, Canadà)
- Phantyna estebanensis (Simon, 1906) (Veneçuela)
- Phantyna mandibularis (Taczanowski, 1874) (Mèxic fins a Brasil)
- Phantyna meridensis (Caporiacco, 1955) (Veneçuela)
- Phantyna micro (Chamberlin & Ivie, 1944) (EUA)
- Phantyna mulegensis (Chamberlin, 1924) (EUA, Mèxic)
- Phantyna pixi (Chamberlin & Gertsch, 1958) (EUA)
- Phantyna provida (Gertsch & Mulaik, 1936) (EUA)
- Phantyna remota (Banks, 1924) (Illes Galápagos)
- Phantyna rita (Gertsch, 1946) (EUA)
- Phantyna segregata (Gertsch & Mulaik, 1936) (EUA, Mèxic)
- Phantyna terranea (Ivie, 1947) (EUA)
- Phantyna varyna (Chamberlin & Gertsch, 1958) (EUA, Mèxic)
  - Phantyna varyna miranda (Chamberlin & Gertsch, 1958) (EUA)

### Qiyunia
Qiyunia Song & Xu, 1989
- Qiyunia lehtineni Song & Xu, 1989 (Xina)

### Rhion
Rhion O. P.-Cambridge, 1870
- Rhion pallidum O. P.-Cambridge, 1870 (Sri Lanka)

### Saltonia
Saltonia Chamberlin & Ivie, 1942
- Saltonia incerta (Banks, 1898) (EUA)

### Shango
Shango Lehtinen, 1967
- Shango capicola (Strand, 1909) (Sud-àfrica)

### Sudesna
Sudesna Lehtinen, 1967
- Sudesna anaulax (Simon, 1908) (Oest d'Austràlia)
- Sudesna grammica (Simon, 1893) (Filipines)
- Sudesna grossa (Simon, 1906) (Índia)
- Sudesna hedini (Schenkel, 1936) (Xina, Corea)

### Tahuantina
Tahuantina Lehtinen, 1967
- Tahuantina zapfeae Lehtinen, 1967 (Xile)

### Tandil
Tandil Mello-Leitão, 1940
- Tandil nostalgicus Mello-Leitão, 1940 (Argentina)

### Thallumetus
Thallumetus Simon, 1893
- Thallumetus acanthochirus Simon, 1904 (Xile)
- Thallumetus dulcineus Gertsch, 1946 (Panamà)
- Thallumetus latifemur (Soares & Camargo, 1948) (Brasil)
- Thallumetus octomaculellus (Gertsch & Davis, 1937) (Mèxic)
- Thallumetus parvulus Bryant, 1942 (Illes Verges)
- Thallumetus pineus (Chamberlin & Ivie, 1944) (EUA)
- Thallumetus pullus Chickering, 1952 (Panamà)
- Thallumetus pusillus Chickering, 1950 (Panamà)
- Thallumetus salax Simon, 1893 (Veneçuela)
- Thallumetus simoni Gertsch, 1945 (Guyana)

### Tivyna
Tivyna Chamberlin, 1948
- Tivyna moaba (Ivie, 1947) (EUA)
- Tivyna pallida (Keyserling, 1887) (EUA)
- Tivyna petrunkevitchi (Gertsch & Mulaik, 1940) (EUA)
- Tivyna spatula (Gertsch & Davis, 1937) (EUA, Mèxic, Cuba, Bahames)

### Tricholathys
Tricholathys Chamberlin & Ivie, 1935
- Tricholathys cascadea Chamberlin & Gertsch, 1958 (EUA)
- Tricholathys hansi (Schenkel, 1950) (EUA)
- Tricholathys hirsutipes (Banks, 1921) (EUA)
- Tricholathys jacinto Chamberlin & Gertsch, 1958 (EUA)
- Tricholathys knulli Gertsch & Mulaik, 1936 (EUA)
- Tricholathys monterea Chamberlin & Gertsch, 1958 (EUA)
- Tricholathys relicta Ovtchinnikov, 2001 (Kirguizstan)
- Tricholathys rothi Chamberlin & Gertsch, 1958 (EUA)
- Tricholathys saltona Chamberlin, 1948 (EUA)
- Tricholathys spiralis Chamberlin & Ivie, 1935 (EUA)

### Viridictyna
Viridictyna Forster, 1970
- Viridictyna australis Forster, 1970 (Nova Zelanda)
- Viridictyna kikkawai Forster, 1970 (Nova Zelanda)
- Viridictyna nelsonensis Forster, 1970 (Nova Zelanda)
- Viridictyna parva Forster, 1970 (Nova Zelanda)
- Viridictyna picata Forster, 1970 (Nova Zelanda)

### Yorima
Yorima Chamberlin & Ivie, 1942
- Yorima albida Roth, 1956 (EUA)
- Yorima angelica Roth, 1956 (EUA)
- Yorima antillana (Bryant, 1940) (Cuba)
- Yorima flava (Chamberlin & Ivie, 1937) (EUA)
- Yorima sequoiae (Chamberlin & Ivie, 1937) (EUA)
- Yorima subflava Chamberlin & Ivie, 1942 (EUA)